# Bangkok Airways

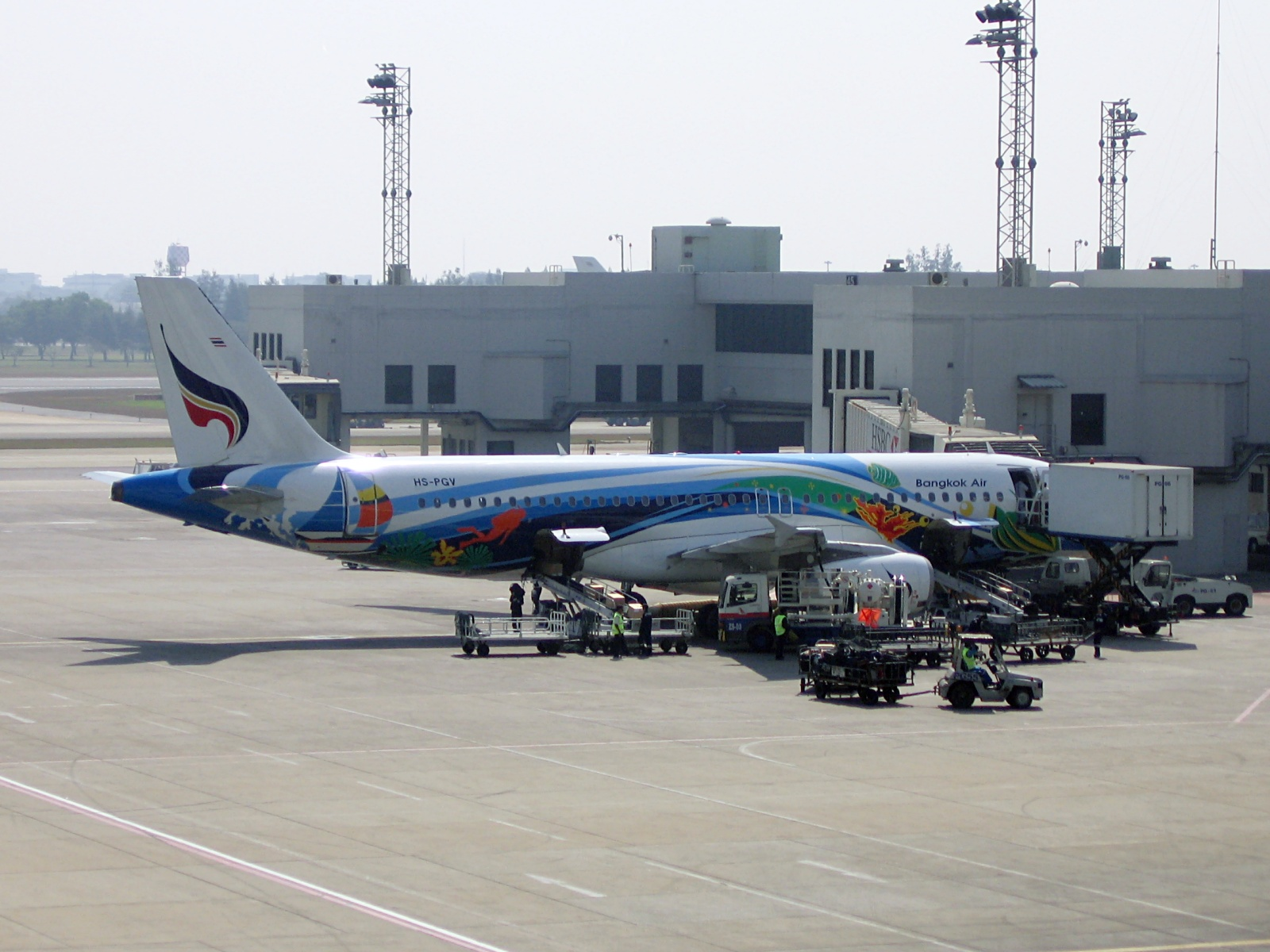
Airbus A320 de Bangkok Airways.

Bangkok Airways Co., Ltd. es una aerolínea regional con base en Bangkok, Tailandia. Efectúa vuelos regulares a 20 destinos de Tailandia, Camboya, China, Japón, Laos, Maldivas, Birmania, Singapur y Vietnam. Su base de operaciones principal es el Aeropuerto Suvarnabhumi, Bangkok.

## Historia

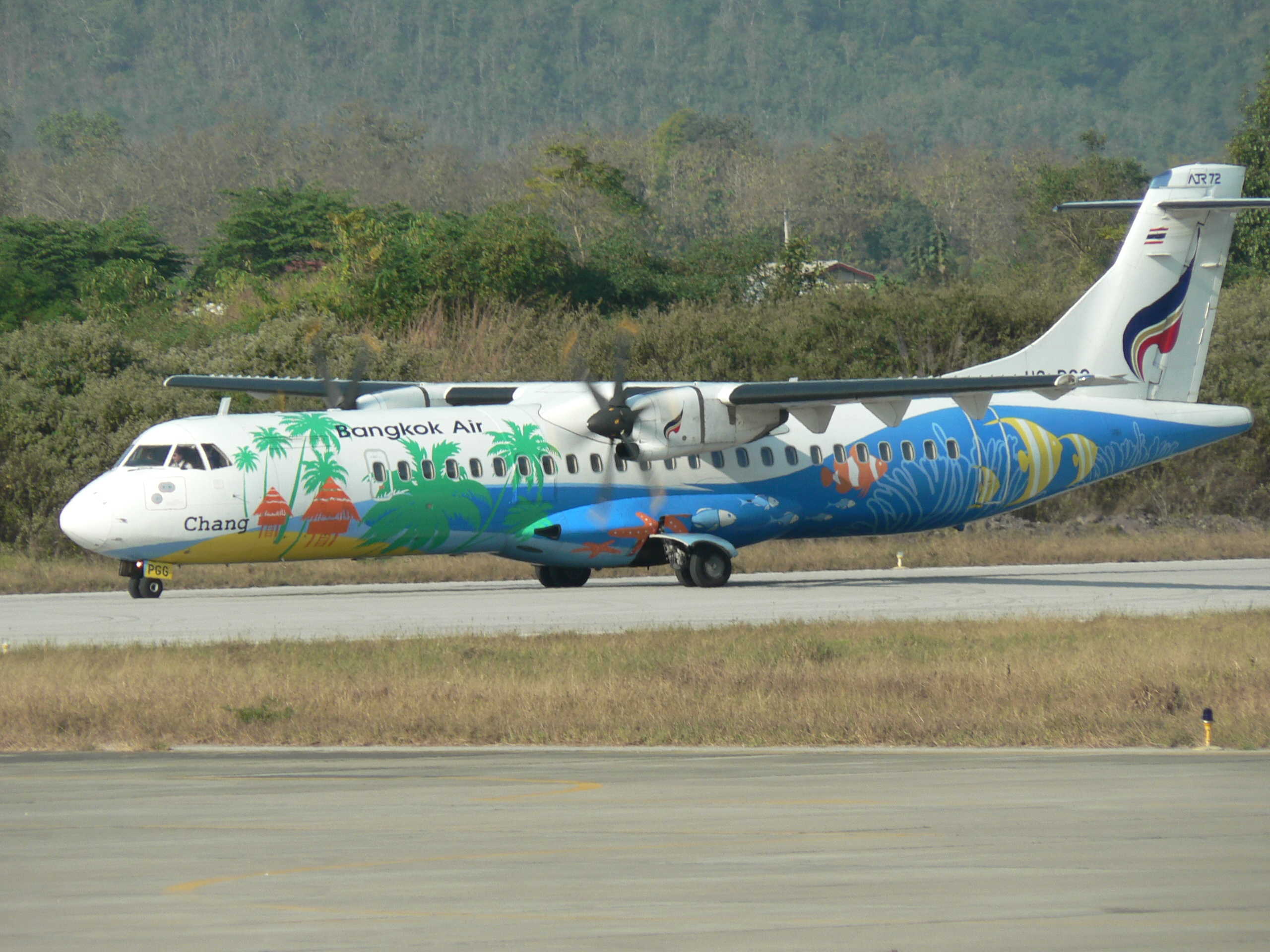
ATR-72 de Bangkok Airways en el aeropuerto de Luang Prabang.

La aerolínea fue fundada en 1968 como Sahakol Air efectuando vuelos de taxi aéreo bajo contrato de OICC, una compañía de construcción americana, USOM y otras organizaciones relacionadas con el aceite y la extracción de gas natural en el Golfo de Tailandia. Comenzó a efectuar vuelos regulares en 1986, convirtiéndose en la primera aerolínea doméstica privada de Tailandia. Cambió su nombre para convertirse en Bangkok Airways en 1989. La aerolínea es propiedad del Dr Prasert Prasarttong-Osoth (92.31%), Estado de Sahakol (4.3%), Bangkok Dusit Medical Services (1.2%) y otros accionistas (2.19%). Tiene 1.903 empleados y también es propietaria de la aerolínea Siem Reap Airways.
Construyó su propio aeropuerto en Ko Samui, que fue inaugurado en abril de 1989 y ofrece vuelos de cabotaje entre la isla y Chiang Mai, Hong Kong, Krabi, Pattaya, Phuket y Singapur. La aerolínea inauguró su segundo aeropuerto en la Provincia de Sukhothai en 1996. Un tercer aeropuerto fue construido en la Provincia de Trat, inaugurado en marzo de 2003 para cubrir la creciente demanda turística a este destino de Ko Chang.
La aerolínea efectuó su primera incursión al vuelo a reacción en 2000, cuando comenzó a introducir aviones Boeing 717 en su flota. Hasta ese momento, Bangkok Airways había operado aviones turbohélice, principalmente el ATR-72. También ha operado el De Havilland Canada Dash 8, el Shorts 330 y por un corto espacio de tiempo, un Fokker F100. La compañía introdujo otro avión a reacción, el Airbus A320, a su flota en 2004.
Bangkok Airways planea pedir aviones de fuselaje ancho como parte del ambicioso plan de ampliación de flota. Quería añadir su primer avión de fuselaje ancho en 2006 para operar a destinos de largo radio como Londres, India y Japón y estaban mirando el Airbus A330, el Airbus A340 y el Boeing 787. En diciembre de 2005, Bangkok Airways anunció que había decidido negociar por un pedido de seis Airbus A350-800 en una configuración de 258 asientos, que serían entregados a la aerolínea a comienzos de 2013.

## Destinos
Bangkok Airways opera a los siguientes destinos:
China
- Guilin (Aeropuerto Internacional de Guilin Liangjiang)
- Hong Kong (Aeropuerto Internacional de Hong Kong)
- Xi'an (Aeropuerto Internacional de Xi'an Xianyang)

Japón
- Hiroshima (Aeropuerto de Hiroshima)

Sur de Asia
- Malé (Aeropuerto Internacional de Malé)

Sureste de Asia
- Ho Chi Minh (Aeropuerto Internacional Tan Son Nhat)
- Luang Prabang (Aeropuerto Internacional de Luang Prabang)
- Pakxe (Aeropuerto de Pakse)
- Phnom Penh (Aeropuerto Internacional de Phnom Penh)
- Siem Reap (Aeropuerto Internacional Angkor)
- Singapur (Aeropuerto Internacional Changi)
- Rangún (Aeropuerto Internacional de Rangún)

Tailandia
- Bangkok (Aeropuerto Suvarnabhumi) - base de operaciones
- Chiang Mai (Aeropuerto Internacional de Chiang Mai)
- Ko Samui (Aeropuerto de Koh Samui) - base secundaria
- Krabi (Aeropuerto de Krabi)
- Pattaya (Aeropuerto Internacional U-Tapao)
- Phuket (Aeropuerto Internacional de Phuket)
- Sukhothai (Aeropuerto de Sukhothai)
- Trat (Aeropuerto de Trat)

## Flota

### Flota Actual

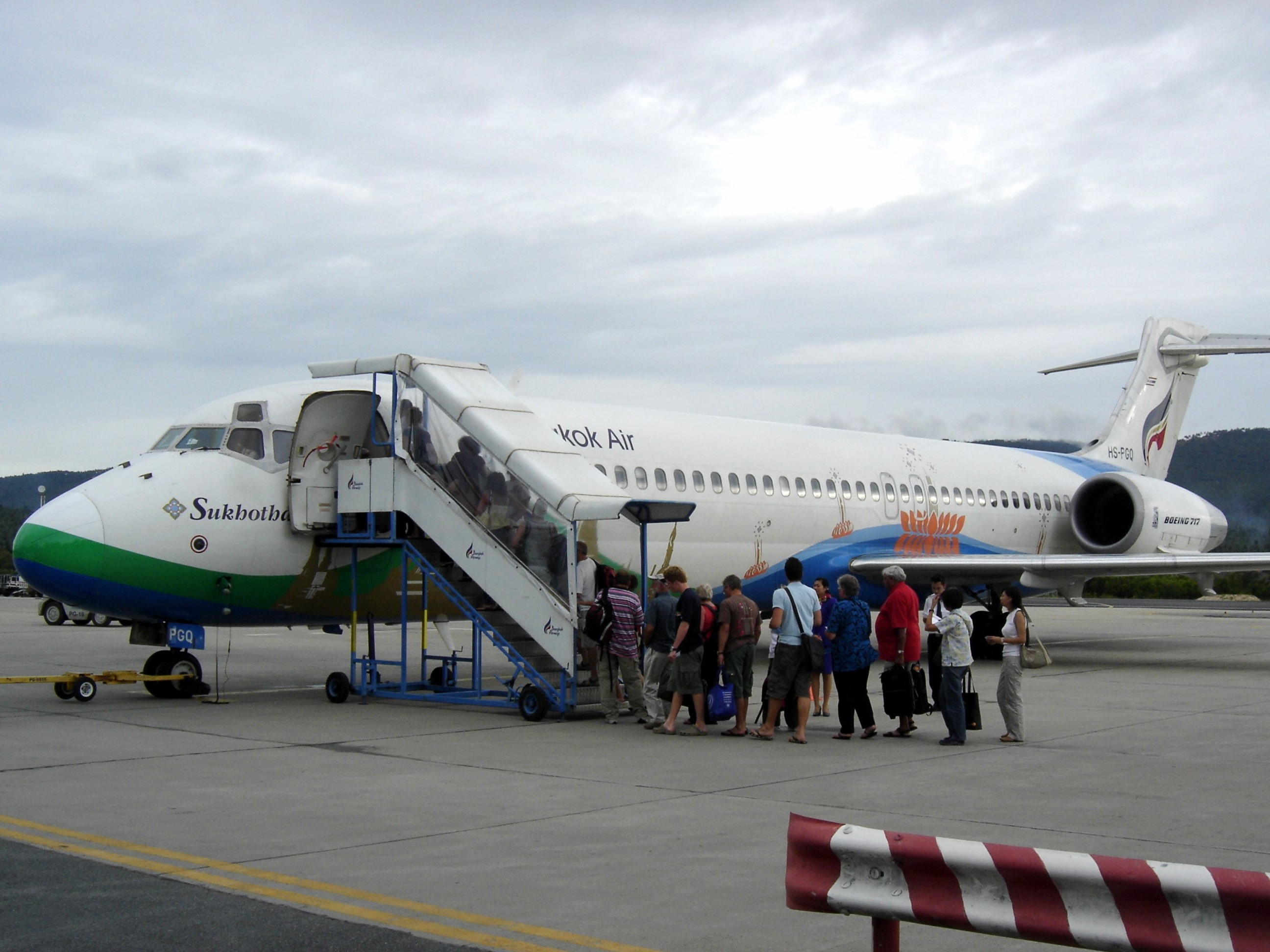
Boeing 717 de Bangkok Airways en Koh Samui.

La flota de Bangkok Airways incluye las siguientes aeronaves (a abril de 2023):
La flota de la aerolínea posee a abril de 2023 una edad media de 13 años.

## Incidentes y accidentes

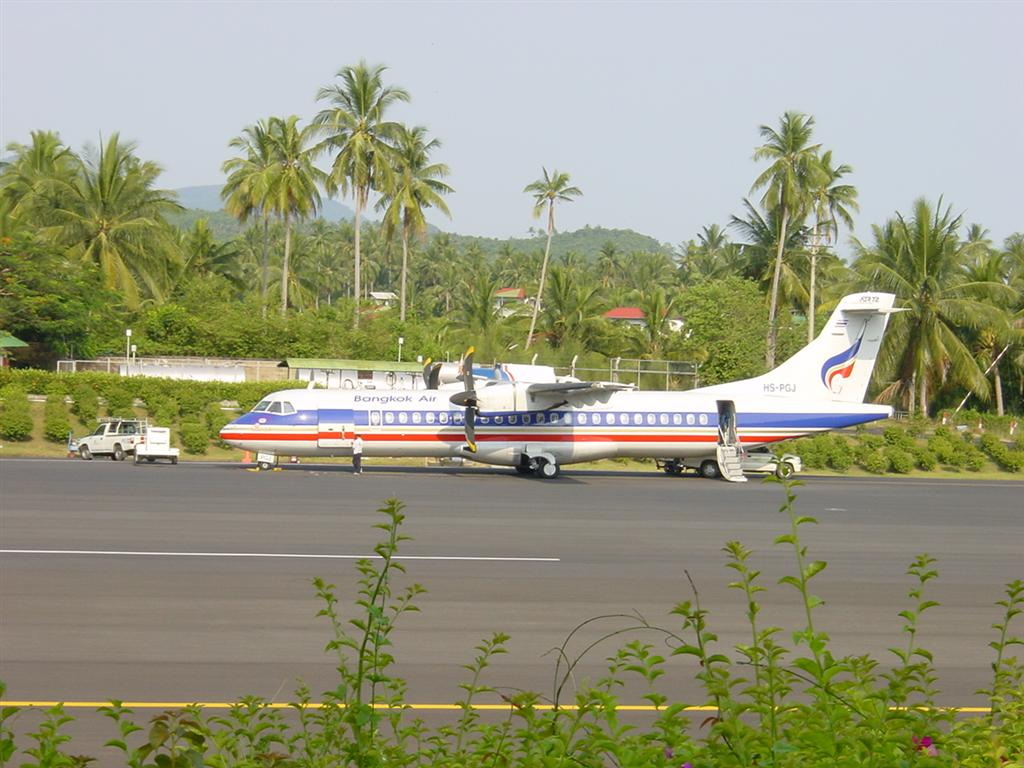
Un ATR-72 en la pista del aeropuerto de Koh Samui

- El 21 de noviembre de 1990, el vuelo 125 de Bangkok Airways se estrelló en Koh Samui mientras intentaba aterrizar durante una fuerte lluvia acompañada de potentes vientos. Las 38 personas a bordo murieron.[7]
- El 4 de agosto de 2009, el vuelo 266 de Bangkok Airways salió de pista cuando intentaba aterrizar en Koh Samui y se estrelló contra la torre de control. El piloto del ATR 72 murió y 41 de los 71 ocupantes restantes resultaron heridos.[8][9]